# Leçons de grec
 (août 2023).
Si vous disposez d'ouvrages ou d'articles de référence ou si vous connaissez des sites web de qualité traitant du thème abordé ici, merci de compléter l'article en donnant les références utiles à sa vérifiabilité et en les liant à la section « Notes et références ».
 (août 2023).
La mise en forme du texte ne suit pas les recommandations de Wikipédia : il faut le « wikifier ».
Les points d'amélioration suivants sont les cas les plus fréquents. Le détail des points à revoir est peut-être précisé sur la page de discussion.
- Les titres sont pré-formatés par le logiciel. Ils ne sont ni en capitales, ni en gras.
- Le texte ne doit pas être écrit en capitales (les noms de famille non plus), ni en gras, ni en italique, ni en « petit »…
- Le gras n'est utilisé que pour surligner le titre de l'article dans l'introduction, une seule fois.
- L'italique est rarement utilisé : mots en langue étrangère, titres d'œuvres, noms de bateaux, etc.
- Les citations ne sont pas en italique mais en corps de texte normal. Elles sont entourées par des guillemets français : « et ».
- Les listes à puces sont à éviter, des paragraphes rédigés étant largement préférés. Les tableaux sont à réserver à la présentation de données structurées (résultats, etc.).
- Les appels de note de bas de page (petits chiffres en exposant, introduits par l'outil «  Source ») sont à placer entre la fin de phrase et le point final[comme ça].
- Les liens internes (vers d'autres articles de Wikipédia) sont à choisir avec parcimonie. Créez des liens vers des articles approfondissant le sujet. Les termes génériques sans rapport avec le sujet sont à éviter, ainsi que les répétitions de liens vers un même terme.
- Les liens externes sont à placer uniquement dans une section « Liens externes », à la fin de l'article. Ces liens sont à choisir avec parcimonie suivant les règles définies. Si un lien sert de source à l'article, son insertion dans le texte est à faire par les notes de bas de page.
- La présentation des références doit suivre les conventions bibliographiques. Il est recommandé d'utiliser les modèles {{Ouvrage}}, {{Chapitre}}, {{Article}}, {{Lien web}} et/ou {{Bibliographie}}. Le mode d'édition visuel peut mettre en forme automatiquement les références.
- Insérer une infobox (cadre d'informations à droite) n'est pas obligatoire pour parachever la mise en page.

Pour une aide détaillée, merci de consulter Aide:Wikification.
Si vous pensez que ces points ont été résolus, vous pouvez retirer ce bandeau et améliorer la mise en forme d'un autre article.
Leçons de grec est un roman de l'auteure sud-coréenne Han Kang publié en 2011. Il s'agit du treizième roman de l'écrivaine.

## Résumé
Le roman se compose de 21 chapitres, suivis du chapitre 0. Tous n'ont pas de titre :
2 Silence
Une fille qui a appris à reconnaître les lettres avant d’aller à l’école, devenue adolescente restait seule, sans amies. Adulte, après ses études, elle avait travaillé un peu comme graphiste, avant de devenir enseignante.
5 Voix
Elle apprend maintenant le grec ancien dans un institut privé. Elle a eu un enfant huit ans plus tôt, dont elle a perdu la garde au tribunal parce que prétendument de santé mentale fragile et de moindre revenu que son ex-mari, promu au siège central d’une banque. Maintenant qu’elle est sans revenu, un appel pour récupérer la garde est inenvisageable. Plus jeune elle avait passé sept ans en Allemagne avec sa famille. Elle était à ce moment-là attirée par la lecture de sutras et de Borges.
Des années après, un ancien patient du père de la femme se remémore la manière dont elle regardait le soleil à travers des négatifs. Il était alors tombé amoureux d’elle, d’abord en secret, puis ouvertement. Malgré le pronostic du médecin, il n’a pas encore totalement perdu la vue. À la suite d'une maladresse de sa part, elle le rejette violemment. 
7 Les yeux
Depuis cinq mois, elle suit une psychothérapie. La perte d’un proche et de la garde de son enfant en peu de temps ne sont pas favorables à son état psychologique. Cependant, elle ne joue pas franchement le jeu, cachant au thérapeute sa perte de voix au cours de l’adolescence, ce qui lui arrive de nouveau au moment de l’histoire. Un jour, son fils lui apprend qu’il va partir pour un an, sur commande de son père, vivre chez une tante éloignée à l’étranger. Elle téléphone à son ex-mari, mais bien sûr, aucune parole ne sort de sa bouche devenue muette. Toujours muette, elle ne peut que difficilement communiquer pendant le cours de grec ancien. Alors elle écrit beaucoup. Lorsqu’un étudiant découvre les poèmes en grec qu’elle a écrits, il en informe le professeur, mais elle prend alors la fuite. Elle traverse la nuit en pensant.
9 Pénombre
Échange épistolaire entre le professeur de lettres classiques et sa sœur. On apprend qu’ils ont vécu en Allemagne au cours de leur enfance, qu’ils ont élevé un poussin du nom de Ppibi. Il pense que l’élève qui a écrit un poème en grec est sourde et muette. 
10
Les verbes « apprendre » et « souffrir » se ressemblent beaucoup en grec ancien. Platon, l’élève de Socrate semblait en savoir quelque chose.
11 Nuit
Tristesse de la neige qui tombe en abondance. C’est le nom indien que lui a assigné son fils lorsqu’il avait sept ans. Aujourd’hui, maintenant qu’elle a perdu l’usage de la parole, tant dans les songes que dans les rues, notamment en sortant du cours de grec le jeudi soir, elle passe beaucoup de temps à déambuler. Mais le visage du professeur de grec lui est de plus en plus familier.
12Arrivée d’une lettre en braille. Malheureusement, jamais il n’a appris à le lire.
14 Visage
L’arrivée de cette lettre lui donne l’occasion de se remémorer son amie, leur excursion sur le mont situé à proximité de leur hôpital, et comment elle s’était évanouie. Une suite de souvenir plus ou moins à mi-chemin de la réalité et de la réflexion philosophique.
17 L’obscurité
En tentant de sauver une mésange coincée dans l’obscurité du sous-sol de l’établissement d’enseignement, le professeur brise les verres de ses épaisses lunettes et s’écorche profondément la main. Son élève qu’il croit sourde et muette lui vient en secours et l’emmène vers un médecin.
19 Mots dans l’obscurité
Une discussion à moitié silencieuse, ou plutôt un monologue commence entre le professeur devenant aveugle et son élève muette. Il lui raconte toutes sortes d’anecdotes sur son passé lointain. Son séjour en Allemagne quand il était plus jeune, etc. Chaque élément de son récit lui rappelle, à elle, des moments de sa vie passée tels que la partie de colin-maillard avec ses cousins, sa visite dans la catacombes d’Italie, et bien sûr, des moments de joie partagés avec son fils dont elle a aujourd’hui perdu la garde.
Après avoir longuement écouté son monologue, qui lui a évoqué ses poèmes anciens et naïfs, et les plus récents, elle doit partir. Ce sera pas la bus.
20 Taches solaires
Au petit matin, elle est toujours là. Seulement, il ignore qu’elle n’a pas dormi, qu’elle n’est pas restée, qu’elle a vu son fils qui partait au loin. Elle lui demande l’ordonnance pour ses lunettes. Elle va les chercher seule, la pluie est torrentielle dehors. Puis ils s’embrassent.
21 La forêt de la mer abyssale
Ses impressions à elle.